# Faustas
Faustas ist ein männlicher litauischer Vorname (abgeleitet von Faust). Die weibliche Form ist Faustė.

## Personen
- Faustas Latėnas (1956–2020), litauischer Komponist und Politiker
- Faustas Kirša (1891–1964), litauischer Schriftsteller